# Pasco–Kennewick Bridge
Die Pasco–Kennewick Bridge oder Benton-Franklin Inter-County Bridge, örtlich auch als  Green Bridge bekannt, war eine Gerberträgerbrücke aus Stahl, die den Columbia River im Zentrum des US-Bundesstaates Washington überspannte. Sie verband die Städte Pasco und Kennewick und war die erste von drei Gerberträgerbrücken, die in den 1920er Jahren über den Columbia River gebaut wurden. Nach dem Bau der Cable Bridge 1978 folgte ein mehrjähriger Streit um den Abriss, der schließlich 1995 erfolgte.

## Errichtung
Das Bauwerk wurde nach nur einem Jahr Bauzeit 1922 fertiggestellt. Es ersetzte eine Autofähre, die bei einer Fahrt nur sechs Fahrzeuge übersetzen konnte. Ursprünglich war die Brücke schon 1913 von B. B. Horrigan geplant worden, die Finanzierung konnte aber erst 1919 sichergestellt werden, als Charles G. Huber von der Union Bridge Company Wertpapiere im Wert von 49.000 US-Dollar verkaufte. Es war die erste Brücke dieser Größenordnung, die vollständig durch den Verkauf von Anteilscheinen finanziert wurde. In den ersten neun Jahren ihres Bestehens wurde für das Befahren der Brücke die Entrichtung einer Maut verlangt. Die Maut wurde aufgehoben, nachdem die ursprünglichen Baukosten bezahlt waren.
Der Bau der Brücke galt als Meilenstein in der Entwicklung der Wirtschaft Washingtons. Die Bedeutung der Brücke geht teilweise auf die Erwartungen der Einwohner beiderseits des Flusses und im gesamten Bundesstaat zurück, welche die Eröffnung als historisches Ereignis erlebten – eine Galaveranstaltung mit Reden, Autokorso, Picknicks, Straßenveranstaltungen und Paraden. Der Kennewick Courier-Reporter schrieb: „Am Tag an dem die Brücke für den Verkehr geöffnet wurden, dämmerte eine neue Ära für beide Gemeinden.“
Die Brücke war eine der Hauptverbindungen über den Columbia River und wurde zu einem Bestandteil des transkontinentalen Yellowstone Trail, und war das erste Mal, dass die östliche und westliche Hälfte des Bundesstaates bei etwa kooperierten, was beiden Seiten Vorteile brachte.
Der Bundesstaat Washington kaufte die Brücke 1931 und gliederte sie 1933 in das Fernstraßennetz des Bundesstaates ein.

## Abriss

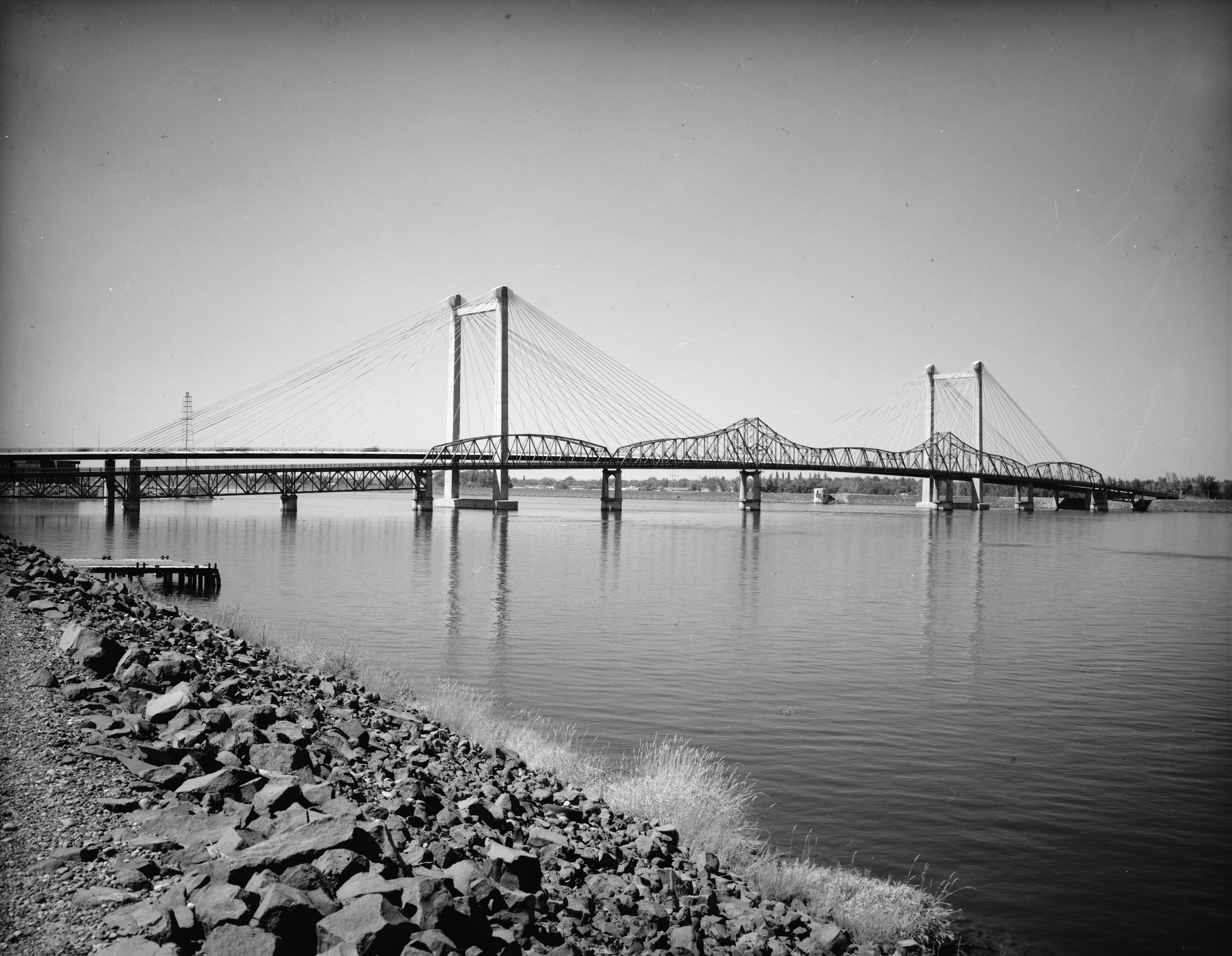
Pasco-Kennewick Bridge mit der Cable Bridge im Hintergrund

Nach der Fertigstellung der Cable Bridge waren Denkmalschützer erfolgreich in ihren Bemühungen, das Bauwerk im National Register of Historic Places eintragen zu lassen. Deswegen kamen der Advisory Council on Historic Preservation und die Federal Highway Administration (FHWA) überein, dass eine Volksabstimmung abgehalten werden sollte, falls der Bundesstaat das Bauwerk demolieren wolle. Die Bürger von sowohl Pasco als auch Kennewick stimmten 1980 für den Abriss und veranlassten so die Überprüfung durch die FHWA, ob es für das Bauwerk eine alternative Nutzung gab und es so vor dem Abriss zu bewahren. Denkmalschützer reichten der Behörde Alternativvorschläge ein, die FHWA entschied jedoch, dass keiner dieser Vorschläge ausführbar oder weise war. Bei dem folgenden Rechtsstreit entschied das United States District Court for the Eastern District of Washington zugunsten der FHWA. Der Fall wurde dann durch den United States Court of Appeals for the Ninth Circuit verhandelt, und die frühere Entscheidung wurde verworfen. Die FHWA wurde angewiesen eine gründlichere Untersuchung durchzuführen.
Die FHWA hielt jedoch weiterhin an ihren vorigen Feststellungen fest, und 1995 wurde die Brücke abgerissen. Nur ein einzelner Pfeiler blieb erhalten und dient als Aussichtspunkt, von dem die neuere Brücke gesehen werden kann.